# Haltichella clavicornis
Haltichella clavicornis är en stekelart som först beskrevs av William Harris Ashmead 1904.  Haltichella clavicornis ingår i släktet Haltichella och familjen bredlårsteklar. Inga underarter finns listade i Catalogue of Life.